# Green Goddess

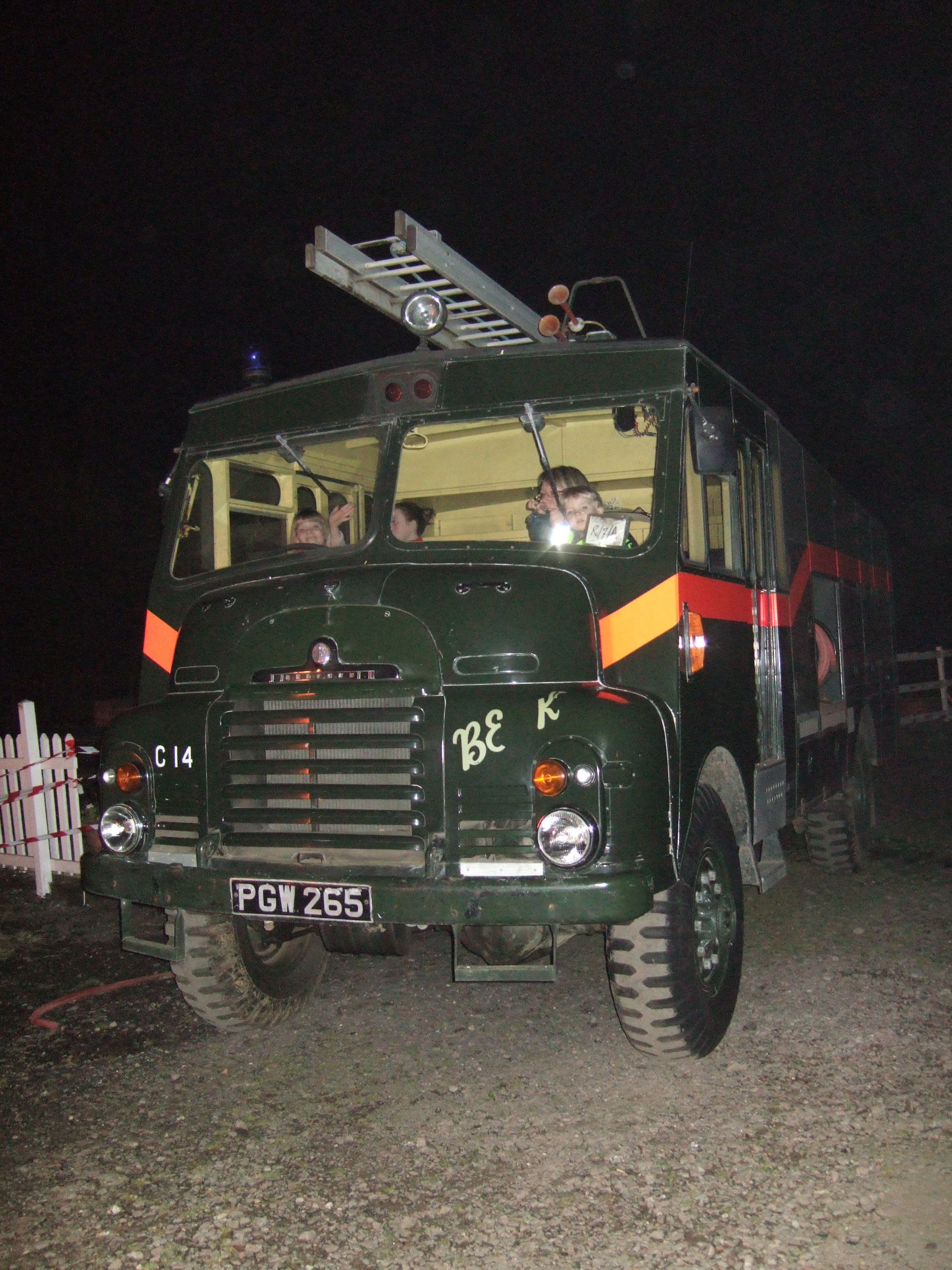
Green Goddess Feuerwehrwagen mit der Zulassungsnummer PGW 265 in der Dunkelheit am Nottingham Transport Heritage Centre

Green Goddess (dt.: Grüne Göttin) ist der volkstümliche Name für den Bedford RLHZ Selbstfahrende Pumpe, ein Feuerwehrwagen, der ursprünglich vom Auxiliary Fire Service (AFS) und später von der britischen Armee genutzt wurde. Diese olivgrün lackierten Fahrzeuge wurden 1953 bis 1956 von Bedford für den AFS gebaut. Ihre Konstruktion beruhte auf dem Armeelastwagen Bedford RL.

## Auxiliary Fire Service
Der Auxiliary Fire Service wurde als Teil der Zivilverteidigung Großbritanniens nach dem Zweiten Weltkrieg etabliert und sollte bei Ereignissen wie einem möglichen Atombombenangriff der Sowjetunion zur Rettung der Zivilbevölkerung aktiv werden. Man dachte damals, ein nuklearer Angriff auf Großbritannien würde eine große Zahl von Bränden verursachen, die die örtlichen Feuerwehren überfordern würde. So bestellte man eine große Zahl von normalen Feuerwehrwagen für Reserveeinheiten. Der AFS nutzte diese Fahrzeuge regelmäßig bis zu seiner Auflösung 1968 durch die Regierung von Harold Wilson.
Die Green-Goddess-Wagen waren eigentlich keine normalen Feuerwehrwagen (der AFS nannte sie „Geräte“), sondern „selbstfahrende Pumpen“, einige mit Hinterradantrieb, andere mit Allradantrieb. Ihre Hauptaufgabe war das Pumpen großer Mengen Wassers aus Seen, Flüssen, Kanälen und anderen Quellen in Städte, die von einem Nuklearschlag getroffen worden wären. Die Fahrzeuge konnten auch als Relaisstationen zum Pumpen von Wasser über viele Kilometer genutzt werden, wobei sie in regelmäßigen Abständen zur Druckerhöhung eingesetzt worden wären. Die Bekämpfung der Feuer wäre eine mögliche Nebenrolle gewesen.

## Einsatz

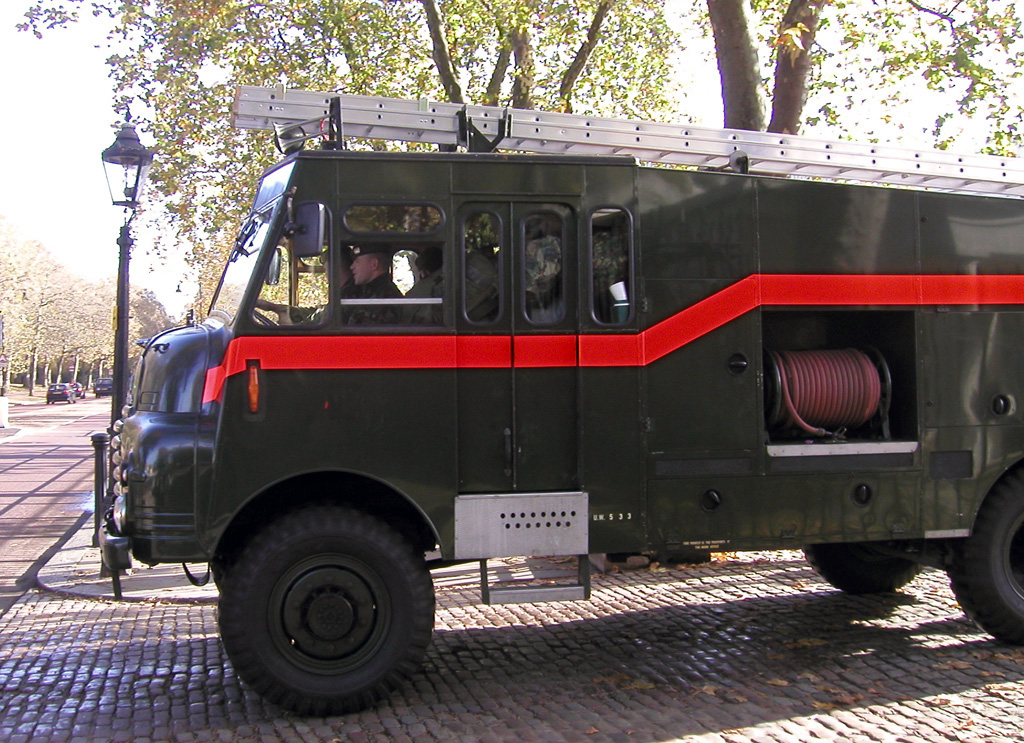
Green Goddess (Zulassungsnummer PGW 248) bei der Ausfahrt aus den Wellington Barracks in London im November 2002 während des Streiks der Feuerwehrleute 2002/2003

Bis zu seiner Auflösung nutzte der AFS die „Green Goddess“ intensiv zur Unterstützung örtlicher Feuerwehren im ganzen Land. Sie stellten die Wasserversorgung sicher und dienten auch als Löschfahrzeuge, wenn die eingesetzten Feuerwehren bei Großbränden bereits ausgelastet waren. Ihre Fähigkeit, große Wassermengen über längere Strecken heranzuschaffen war insbesondere in entlegenen Gebieten unschätzbar wertvoll, oder auch, wenn die lokalen Quellen für die Brandbekämpfung nicht ausreichten. In den meisten Städten in Großbritannien lag das AFS-Quartier direkt neben dem der regulären Berufsfeuerwehr.
Im Jahr 1968 wurden die Fahrzeuge eingemottet, aber gelegentlich noch von den britischen Streitkräften genutzt um Brandschutz während der Streiks der Feuerwehrleute (insbesondere 1977 und 2002 / 2003) zu gewährleisten. Auch zum Abpumpen von Wasser bei Überflutungen wurden sie eingesetzt. Man ließ ihnen regelmäßige Pflege angedeihen und hielt sie verkehrstauglich.
Inzwischen werden die Green-Goddess-Fahrzeuge nicht mehr benötigt. Ein 2004 erlassenes Gesetz ermöglicht der Regierung, den Einsatz ziviler Feuerwehr- und Rettungsfahrzeuge in nationalen Katastrophenfällen anzuordnen. Neue Katastrophenschutzeinheiten wurden nach den Terrorangriffen vom 11. September 2001 gebildet, die u. a. die Möglichkeit des Transportes großer Mengen Wassers über lange Strecken haben.
Im März 2004 kündigte die Regierung an, dass sie einen Testverkauf von 40 ihrer noch verbliebenen über 900 Green Goddess durchführen und auch den Rest abverkaufen wolle. Inzwischen ist der Verkauf abgeschlossen. Die meisten Fahrzeuge gingen an Feuerwehren in Entwicklungsländern, hauptsächlich in Afrika.

## Technische Ausrüstung
Anders als moderne Feuerwehrfahrzeuge haben die Green Goddess keine Funkgeräte eingebaut, keine Schneidvorrichtungen und nur eine einzelne Leiter. Sie waren relativ langsam mit einer Höchstgeschwindigkeit von 105 km/h und einer Dauergeschwindigkeit von 72 km/h und hatten keine Servolenkung. Ein Vorteil, den viele Green Goddess gegenüber moderneren Fahrzeugen haben, ist der Allradantrieb. Der Treibstoffverbrauch liegt zwischen 28 und 35 Liter/100 km, je nach Fahrstil und Beladung. Sie besitzen auch eine geringere Ladekapazität für Wasser (1.400 l bei Allradantrieb und 1.800 l bei Hinterradantrieb) und die Straßenlage ist wegen des fehlenden Schwappschutzes schlecht. Das Führerhaus besteht aus Holz und bietet bei Unfällen wenig Schutz.
Einige Fahrzeuge wurden später mit blauen Warnleuchten und Zweitonhörnern, sowie geänderten Rückleuchten, ausgerüstet, um sie den anderen Feuerwehrfahrzeugen anzupassen. Die Mechanik ist robust und leicht zu pflegen.
Die Green Goddess besaß einige Standardausrüstungen, wie Schläuche mit Verteiler in verschiedenen Größen für unterschiedliche Wasserdurchsätze bis zu leichten, tragbaren Pumpen und Deckenbefestigungen. Alle Fahrzeuge hatten eine 10-m-Leiter und mindestens eine ausschiebbare Leiter. Einige Exemplare waren mit zusätzlicher Ausrüstung, wie Hakenleitern, Funkgeräten, großen Bolzenschneidern usw. ausgestattet.

### Pumpen
Die Hauptpumpe hatte eine Leistung von 4.500 l/min. (4.100 l/min. bei der Allradversion). Normale Feuerwehrschläuche konnten entweder an der Hauptpumpe mit vier Anschlüssen angeschlossen werden oder an normalen Hydranten, wofür eine Reihe von Anschlussstücken mitgeführt wurden. Zusätzlich besaßen die Geräte eine kleine Coventry Climax – Pumpe, die 1.600 l/min. lieferte und einen eigenen Benzinmotor als Antrieb hatte. Diese konnte auch Wasser aus einem Fluss oder einer anderen Quelle ziehen und ebenfalls in normale Feuerwehrschläuche speisen, sodass diese Einheit eine separate Feuerbekämpfungsmöglichkeit bot. Ein Wassertank mit 1.800 l Volumen (1.250 l bei der Allradversion) war ebenfalls installiert, dessen Inhalt in kleine Feuerwehrschläuche rechts und links am Fahrzeug gespeist wurde, damit die Möglichkeit der sofortigen Feuerbekämpfung unmittelbar nach Eintreffen des Fahrzeuges bestand, während die großen Schläuche installiert wurden. Auch gab es eine Umwälzpumpe und andere nützliche Werkzeuge und Ausrüstung am Wagen.

### Besatzung
Die Fahrzeuge waren üblicherweise mit einem Offizier im Dienst, der auf dem Beifahrersitz saß, einem Fahrer/Pumpenbediener und vier Feuerwehrleuten auf den Rücksitzen besetzt.

## Galeriebilder

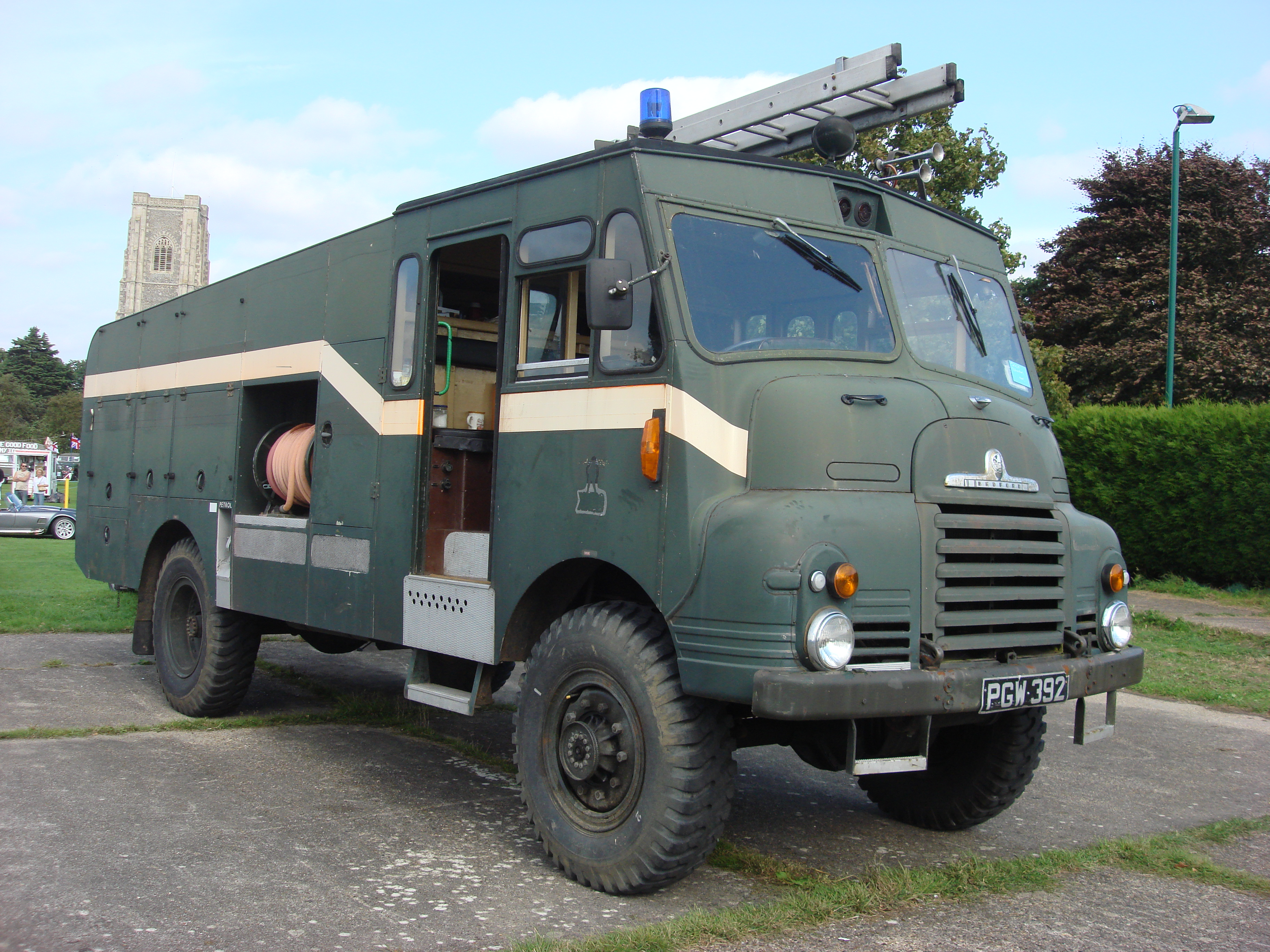
Green Goddess
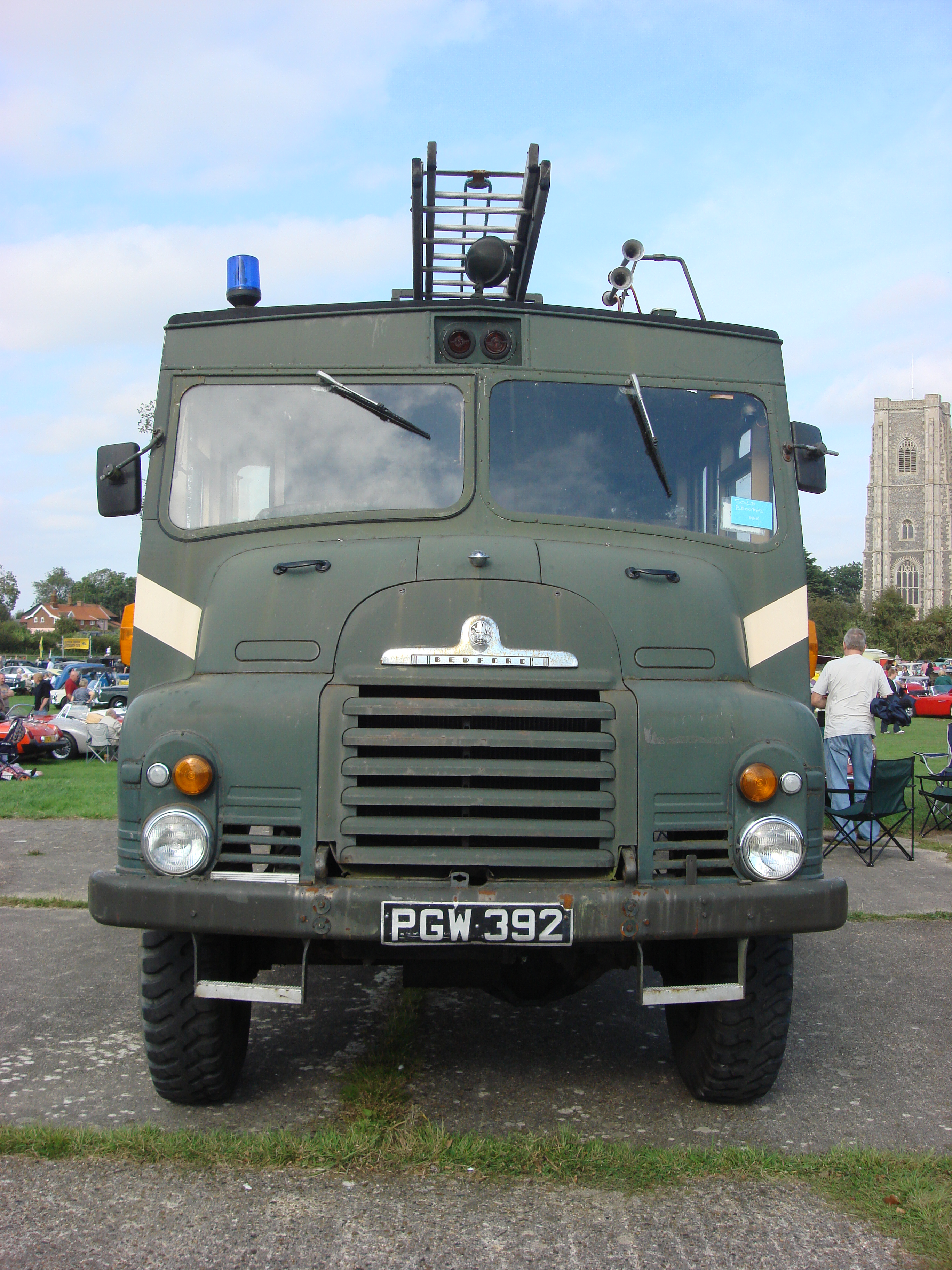
Frontansicht
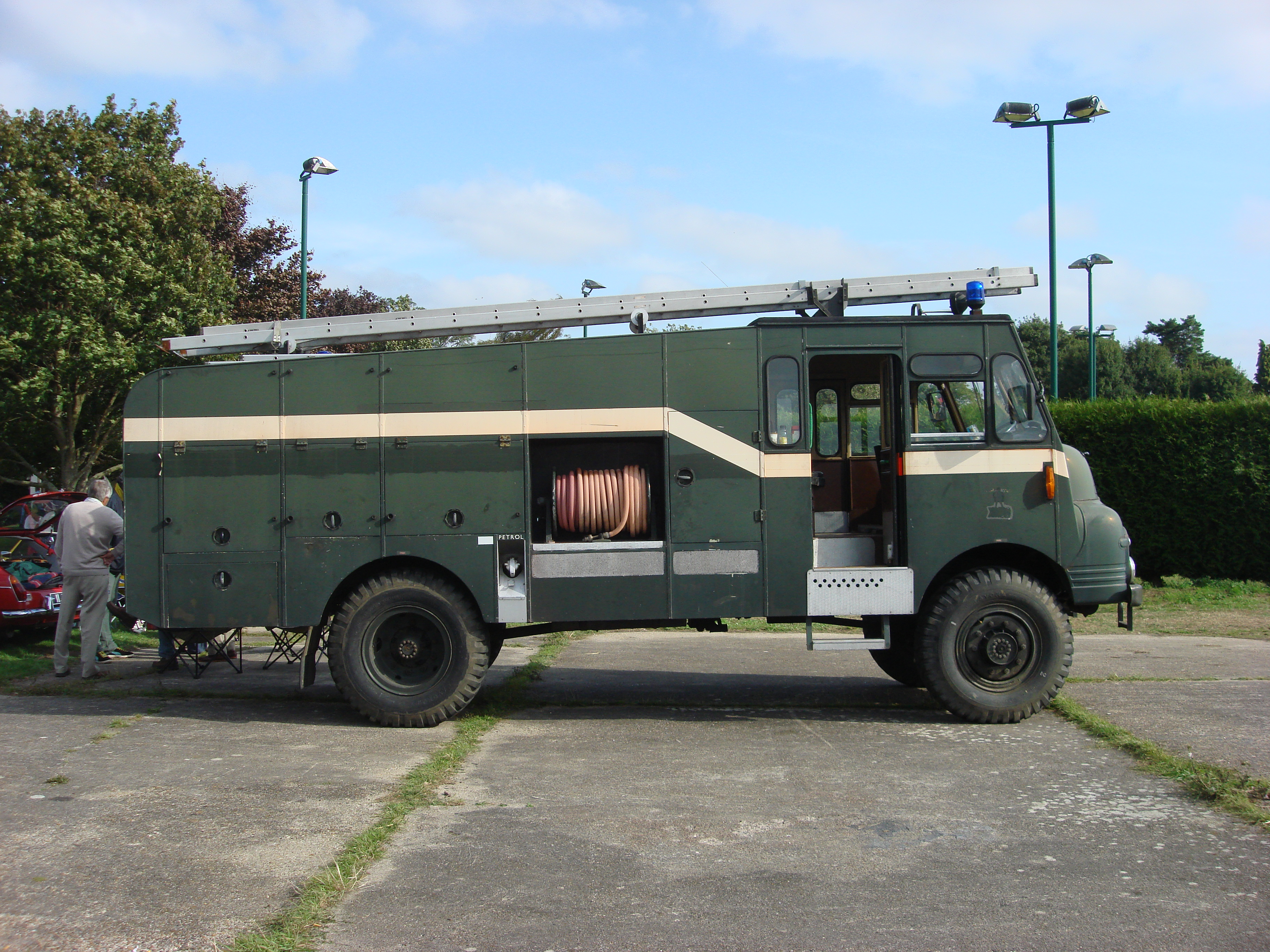
Seitenansicht
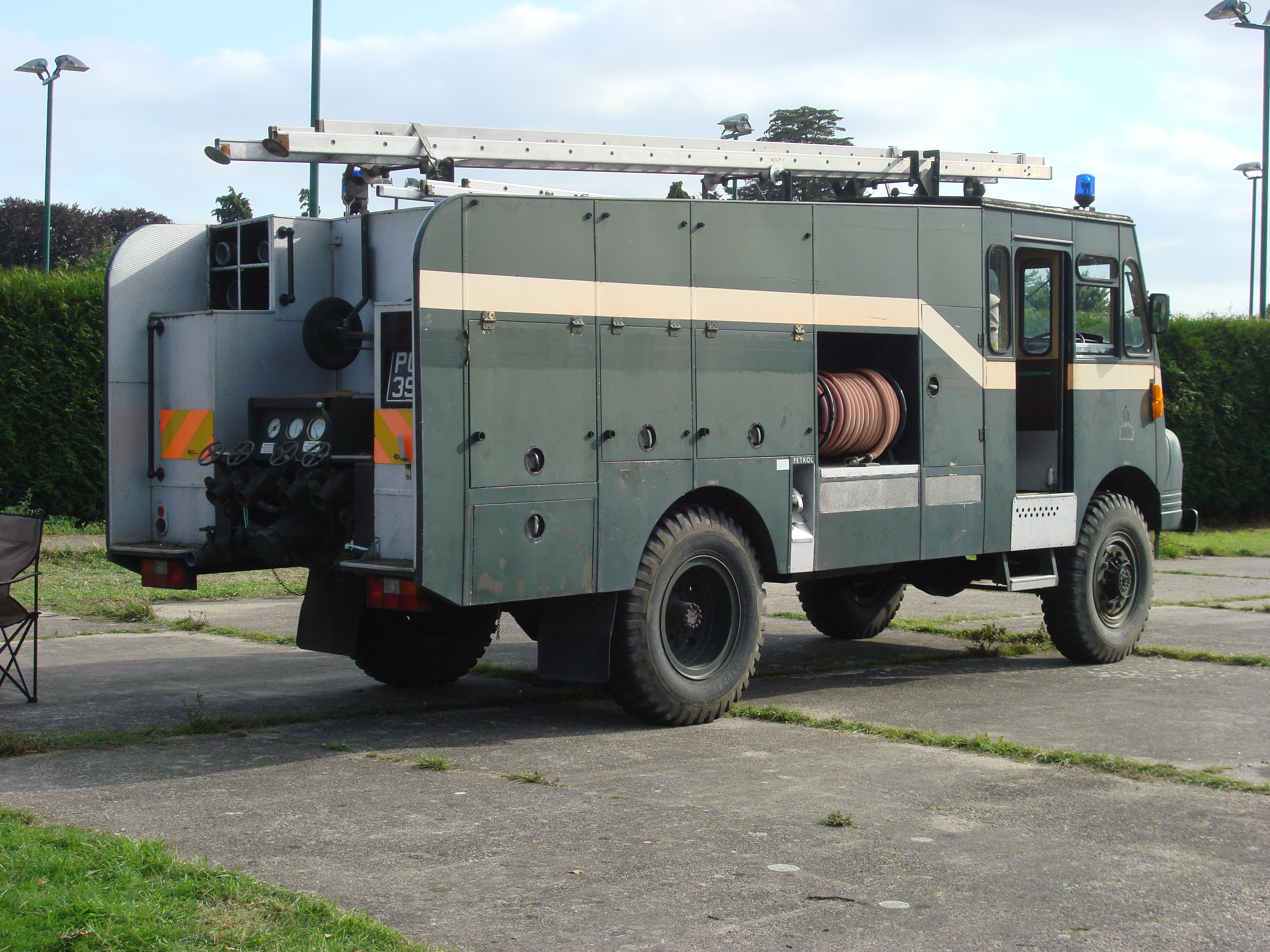
Heckansicht